# Нигохос Дзахгарар
Нигохос Дзахгарар (на арменски: Նիկողայոս Ծաղկարար) е арменски художник-миниатюрист и калиграф от Крим, живял през 17 век.

## Биография
Датата на неговото раждане не е известна, за мястото се предполага Крим. За произхода му се знае само, че е внук на Погос, известен в средата си като голям любител на книги. През 1636 г. Погос поръчва да се препише сборника на житиета Четьи-Минеи. В колофона на книгата по неговата молба са споменати „дъщерята Паша-хатун, зетят Вардазат и внукът Нигохос“.
Израства в Кефе, днешна Феодосия. Изкуството на копиране и илюстриране на книги изучава при един свещеник, чието име Закария често и с благодарност споменава в паметните бележки на своите произведения. Създава голям брой ръкописи, които сам пише, илюстрира и подвързва с красиви обкови. Съвременниците високо оценяват уменията му и той скоро става известен. Своите работи създава в скриптория на арменската църква Сурб Саркис (Свети Саркис, Свети Сергий) в Кефе, която през 16 – 17 век е средище на арменската култура и образование.
Семейство на Нигохос е голямо, той има няколко дъщери и синове. През 1686 г. по време на епидемия умират неговата съпруга и две дъщери. В тяхна памет художникът поръчва кръстов камък хачкар. Хачкарът е запазен и се намира вграден във вътрешната стена на притвора на църквата Св. Саркис. Синовете си обучава на книжното изкуство и те му помагат с изработване на ръкописи. През 1672 г. временно напуска Кефе и се мести в Сурхат (Стари Крим). Там продължава започната по-рано работа над копието на киликийското евангелие от 13. век, известно като евангелие на осемте художника. След завършването на ръкописа се връща в Кефе. Последните години на живота си прекарва в Бахчисарай, където през 1691 г. илюстрира още едно евангелие. Там, в училището към арменската църква, преподава калиграфия и книжната миниатюра. От паметните бележки на неговите ученици е известно, че през 1693 г. започва илюстрирането на последното преписано от него евангелие, но тежко се разболява. Годината на неговата кончина, 1693 г., се установява точно от надписа върху надгробния камък. Камъкът се оказва вграден в стъпалата в двора на църквата Свети Саркис и е открит през лятото на 1968 г.

## Творчество
Творчеството на Нигохос е свързано с преписването и илюстрирането на известни старинни арменски евангелия. При работата си той използва в качеството на еталон харесваните от него изображения на сцени от евангелския цикъл, орнаменти, маргиналии, главни букви. На тяхна основа създава своята книжна украса, запазвайки същевременно традиционните форми и канони на арменската миниатюра. Използваните от него оригинали са произведения на представителите на различни школи на арменската книжна живопис и има работи на Нигохос, където присъстват повече от един стил.
В повечето случаи при илюстриране на своите ръкописи взема като образци две произведения на старите майстори на миниатюрата. При възпроизвеждането на техните орнаменти и миниатюри, променя размерите и съотношения на елементите, за да се включат в новия формат на ръкописа, слага свой фон. Има работи, в които обединява в едно изображение на избраната тема две отнасящите се към нея, но различни композиции.
Художникът постига много в стремежа си да следва високото изкуство на киликийските майстори. Той три пъти копира евангелието на осемте художника, две от копията са идентични и се смятат за най-доброто постижение на Нигохос. Едното от тях е направено през 1684 г. и се намира в ереванския Институт за древни ръкописи Матенадаран (No 6341). Второто е от 1672 г. и се съхранява в библиотеката на Академията на науките на Азербайджан.
Копиите на Нигохос показват, че художникът добре познава най-ценните ръкописи, пренесени в Крим. При по-късните си работи той използва образци от няколко старинни ръкописа, а не само два. Най-често това са: киликийското евангелие от 13. век, чийто художник не е известен (Матенадаран, No 2629); евангелието на Аваг, миниатюристът от Гладзорската школа, 14. век (Матенадаран No 7650); евангелието, поръчано в Киликия от Съмбат Гундстабъл, 13. век (Матенадаран, No 7644); евангелието на осемте киликийски майстори, 13. век (Матенадаран, No 7651); и библията от Болоня, 14. век (Матенадаран, No 2705).
Ръкописите на Нигохос се ценят също така заради неговото майсторство на книгописец. Като миниатюрист художникът не винаги успява да бъде на нивото на авторите на копираната ръкопис, но като калиграф не отстъпва на никого. Той пише с шрифт болоргир, така че самият текст се превръща в украшение на ръкописа. За това свое умение Нигохос е наречен Меланавор, което на арменски означава калиграф. Меланавор е второто име, което той носи и с което е известен.
Художникът също така добре владее изкуството на книжната подвързия. От колофоните на неговите ръкописи е известно, че той е автор и на техните сребърни обкови и кожани подвързии.
Известни са 31 негови ръкописа, от тях 29 броя са подписани от художника и се съхраняват в Матенадаран. Най-ранният е от 1644 г., последният е от 1693 г.